# 앨로아 그랜지머스 (영국 의회 선거구)
앨로아 그랜지머스 (Alloa and Grangemouth)는 영국 의회의 선거구이다. 2023년 영국 의회 선거구 개편 이후 2024년 총선부터 처음 신설되었으며, 현 의원은 노동당의 브라이언 리시맨 (Brian Leishman)이다.
선거구 이름은 클라크매넌셔의 앨로아 마을과 폴커크의 그랜지머스 마을을 가리킨다.

## 경계
관할 구역은 다음과 같다.
- 클라크매넌셔 의회구역의 클라크매넌셔센트럴, 클라크매넌셔노스, 클라크매넌셔사우스, 클라크매넌셔웨스트 / 폴커크 의회구역의 카스 키네어드 트라이스트, 그랜지머스
- 클라크매넌셔 의회구역의 클라크매넌셔이스트 일부 지역 (클라크매넌시 일대를 비롯한 A907 도로 남쪽 지역) / 폴커크 의회구역의 보니브리지 라버트 일부 지역 (라버트시 일대를 비롯한 북부 지역)[2]

클라크매넌셔에 속한 지역은 2024년 총선 전까지 오킬 사우스퍼스셔 (Ochil and South Perthshire) 지역구의 관할 지역이었다. 그랜지머스 일대 지역은 린리스고 이스트폴커크 (Linlithgow and East Falkirk) 지역구의 관할 지역이었으며, 나머지 폴커크의회 관할지역은 폴커크 지역구에서 넘겨받았다.

## 역대 국회의원
| 선거 | 선거   | 국회의원        | 정당   |
| ---- | ------ | --------------- | ------ |
|      | 2024년 | 브라이언 리시맨 | 노동당 |

## 선거

### 2020년대
|  | 43.8% |

|  | 28.9% |

|  | 9.2% |

|  | 7.6% |

|  | 3.4% |

|  | 2.8% |

|  | 2.1% |

|  | 1.5% |

|  | 0.5% |

### 2010년대
| 2019년 총선 예상 결과 | 2019년 총선 예상 결과 | 2019년 총선 예상 결과 | 2019년 총선 예상 결과 |
| 정당                  | 정당                  | 득표                  | %                     |
| --------------------- | --------------------- | --------------------- | --------------------- |
|                       | 스코틀랜드 국민당     | 24,050                | 52.7                  |
|                       | 보수당                | 11,323                | 24.8                  |
|                       | 노동당                | 6,622                 | 14.5                  |
|                       | 자유민주당            | 2,426                 | 5.3                   |
|                       | 녹색당                | 678                   | 1.5                   |
|                       | 영국 독립당           | 382                   | 0.8                   |
|                       | 브렉시트당            | 177                   | 0.4                   |
|                       |                       |                       |                       |
| 투표율                | 투표율                | 45,658                |                       |
| 유권자                | 유권자                | 72,265                |                       |